# Илинден-Преображенское восстание
Илинденское восстание 1903 года (болг. Илинденско-Преображенско въстание, макед. Илинденско востание, греч. Εξέγερση του Ίλιντεν) — восстание населения Македонии и Одринской Фракии против власти Османской империи. В восстании приняли участие преимущественно македонские и фракийские болгары-экзархисты, а также болгары-патриаршисты, арумыны и частично сербоманы.

## Предыстория

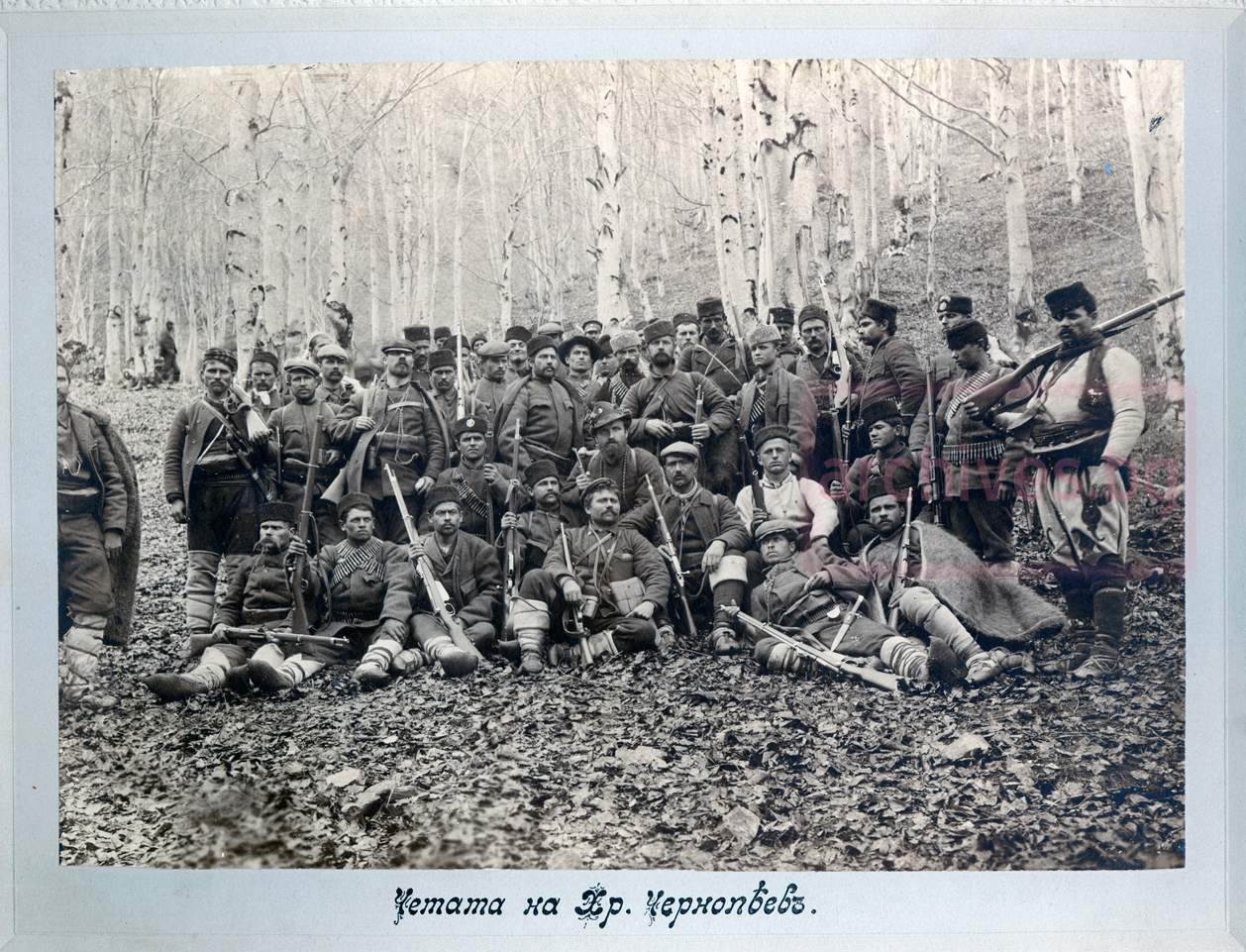
Отряд Христо Чернопеева, 1903 год

В начале XX века Османская империя находилась в упадке, и её земли в Восточной Европе уже в течение более 500 лет переходили в руки новых правителей. Македония и Фракия были регионами с крайне пёстрым составом населения, при этом они ещё находились под контролем османов. Каждое из соседних христианских государств — Сербия, Болгария и Греция — предъявляли свои претензии на Македонию и Фракию, исходя из различных исторических и религиозных оснований. Борьба за контроль над этими территориями проходила в основном при помощи пропагандистских кампаний, а также через церкви и школы.
Наиболее крупной националистической организацией в регионе была Внутренняя македонско-одринская революционная организация (ВМОРО), основанная в Салониках в 1893 году. Численность организации постоянно менялась до и после восстания. Её основу составляли болгары, поддерживавшие идею автономии Македонии и Адрианополя в составе Османской империи под лозунгом «Македония для македонцев». В ВМОРО стали вливаться члены Верховного македонского комитета (ВМК), образованного в 1894 году в Софии. Эта группа неофициально именовалась супремистами и выступала за присоединение региона к Болгарии.
Правое крыло ВМОРО — Христо Матов, Христо Татарчев и другие — рассчитывая на поддержку балканских и западноевропейских, требовало ускорить выступление. Левое же, революционно-демократическое крыло, представленное членами ВМК, — Гёрче Петров и другие — считало, что восстание может победить только при поддержке демократических сил Турции и балканских стран, и поэтому настаивало на отсрочке восстания с целью более тщательной к нему подготовки, однако, когда восстание вспыхнуло — левые также приняли в нём участие.
В конце апреля 1903 года группа молодых анархистов-выпускников Солунской болгарской мужской гимназии провели серию терактов в Салониках с целью привлечь внимание к притеснениям местного населения в Македонии со стороны турок. В ответ турецкие солдаты и башибузуки провели акции устрашения против болгар в Салониках, а затем в Битоле.
Эти события ускорили начало восстания. ВМОРО под руководством от Ивана Гарванова приняло решение о военной поддержке восстания. Сам Гарванов не участвовал в восстании, поскольку был арестован и сослан на Родос. Восстание началось в Ильин день 2 августа 1903 года (отсюда и название) и охватило в основном гористую юго-западную часть Македонии, Битольский вилайет. Причём 11 июля съезд националистов на Петровой Ниве около Малко-Тырново назначил начало выступления на 23 июля, но затем отложил на 2 августа, поскольку Фракия не была готова к восстанию.
Болгарское правительство Рачо Петрова предпочло дистанцироваться от восстания. В январе 1903 года оно разослало циркуляр по своим дипломатическим представительствам в Салониках, Битоле и Адрианополе, призвав население не поддаваться националистической пропаганде.

## Ход восстания
Восстание началось 20 июля (2 августа) 1903 года, в Ильин день.

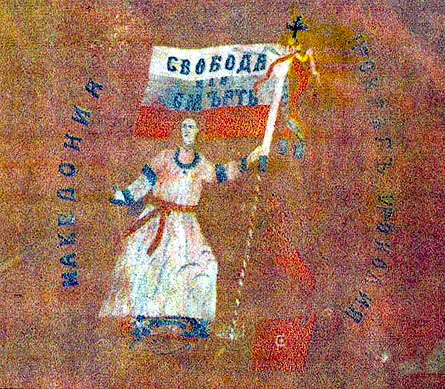
Знамя восставших в Охриде с болгарским флагом на нём. Лозунг также на болгарском языке

Восставшие, в большинстве своём крестьяне, заняли несколько сёл, а 4 августа 800 повстанцев во главе с Никола Каревым, революционером, близким болгарским теснякам, заняли город Крушево и провозгласили республику. Крушевская республика, во главе которой стояло Временное революционное правительство, просуществовала с 4 по 12 августа 1903 года.
5 августа повстанцы заняли города Смилево и Клейсура близ Кастории. В тот же день турецкие войска предприняли неудачную попытку отвоевать Крушево. 14 августа отряд Николы Пушкарова в районе Скопье пустил под откос эшелон с турецкими солдатами. В Разлоге население присоединилось к восстанию.
В других частях Македонии — в Салоникском и Скопленском вилайятах — восстание не приняло массового характера и вылилось в действия лишь отдельных вооружённых отрядов повстанцев — четы. Только в восточной части Фракии 19 августа — в день Преображения — вспыхнуло Преображенское восстание болгарского населения Лозенградского района Адрианопольского вилайета. Но к этому времени Илинденское восстание уже пошло на убыль.
Против 20 тысяч плохо вооружённых илинденских повстанцев турецкое правительство бросило 200-тысячную армию и отряды башибузуков, которые систематически уничтожали болгарские сёла в Македонии. Несмотря на массовый героизм повстанцев, проведших только в Битольском вилайете около 150 боёв с турецкими войсками, восстание было подавлено к середине сентября. В боях погибли около 1000 повстанцев и 5325 турецких солдат. Турецкие каратели сожгли свыше 200 сёл, десятки тысяч крестьян остались без крова, более 30 тысяч македонцев эмигрировали. Европейские державы практически ничего не предприняли для помощи народу в области Македония.

## Последствия

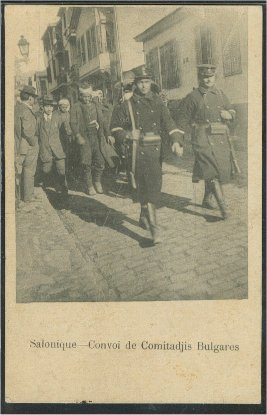
Колонна пленных болгарских активистов ВМОРО

Реакция турок на восстание была ожесточённой. По оценкам историка Георгия Гаджиева, турки сожгли 201 деревню и 12 400 домов, 4694 человек погибли, а ещё 30 000 беженцев укрылись в Болгарии.
29 сентября Генеральный штаб восстания направил письмо N 534 болгарскому правительству с просьбой о немедленном вооружённом вмешательстве. Однако Болгария была не в состоянии послать войска на помощь восставшим. Когда представители ВМАРО встретились с болгарским премьер-министром Рачо Петровым, тот показал им ультиматумы от Сербии, Греции и Румынии, которые заявляли, что поддержат Турцию в случае вмешательства Болгарии в ход восстания. На встрече в начале октября штаб повстанческих сил решил прекратить революционную деятельность и заявил, что их силы будут расформированы.
В октябре императоры Австро-Венгрии и России Франц Иосиф I и Николай II встретились в Мюрцтеге и обговорили помощь жертвам восстания и создание этнических границ в Македонии. Однако эти меры не имели эффекта. Нерешённость вопроса о принадлежности Македонии позднее привела к двум Балканским войнам между Грецией, Сербией, Болгарией и Турцией.